# Siméon Vailhé
Siméon Vailhé   (Lunèl, 19 de juliol de 1873 - Essonne, 5 de setembre de 1960) fou un religiós i escriptor francès.
De la seva obra destaca Vie du Père Emmanuel d'Alzon vicari general de Nimes, fundador dels Agustins de l'Assumpció (1810-1880). Maison de la Bonne Presse, 2 vols., 1927. Premi Marcelin Guérin de l'Acadèmia Francesa el 1935.